# Paul Vanden Boeynants
Paul Emile François Henri Vanden Boeynants, född 22 maj 1919 i Forest i Brysselregionen, död 9 januari 2001, var en belgisk politiker (kristdemokrat). Han hade en bakgrund som affärsman inom köttindustrin och var Belgiens premiärminister i två omgångar, dels 1966-1968 och dels 1978-1979.
1986 fälldes Vanden Boeynants för förskingring och skattebrott, och dömdes till tre års villkorlig dom. Han togs till nåder inom politiken i början av 1990-talet.
14 januari 1989 kidnappades Vanden Boeynants av ett kriminellt gäng lett av Patrick Haemers som via en notis i tidningen Le Soir krävde 30 miljoner belgiska franc i lösen. Efter att en lösesumma av okänd storlek överlämnats släpptes han 13 februari 1989, fysiskt oskadd. Förövarna greps och Haemers begick senare självmord i fängelset medan två andra gängmedlemmar lyckades rymma från fängelset i Saint-Gilles 1993.

## Utmärkelser
- Statsminister i Belgien,  15 juli 1969[4]
- Storkorsriddare av Silvesterorden[4]
- Storkors av Piusorden[4]
- Kommendör med stora korset av Nordstjärneorden[4]
- Nigerias nationella förtjänstorden[4]
- Storofficer av Hederslegionen[4]
- Storofficer av Kongo-Kinshasas leopradorden[4]
- Storofficer av Italienska republikens förtjänstorden[4]
- Storkors av Leopoldorden
- Riddare med storkors av Sankt Mikaels och Sankt Georgsorden
- San Carlos-orden[4]
- Storkorset av Finlands Vita Ros’ orden[4]
- Sivilfortjenstdekorasjonen[4]
- Storkors av Leopold II:s orden[4]
- Tunisiens republikorden[4]
- Storkorset av Ekkronans orden[4]
- Stort hederstecken i guld med band av Österrikiska republikens förtjänstorden[4]
- Storkors av Södra korsets orden[4]
- Kameruns förtjänstorden[4]
- Riddare av Oranien-Nassauorden

[Redigera Wikidata]